# Demokratický svaz finského lidu
Demokratický svaz finského lidu, finsky Suomen Kansan Demokraattinen Liitto (SKDL) a švédsky Demokratiska Förbundet för Finlands Folk (DFFF) byla v letech 1944 až 1990 finská politická organizace sdružující levicové politické subjekty pod vedením Komunistické strany Finska.

## Historie
Demokratický svaz finského lidu vznikl z iniciativy Komunistické strany Finska v říjnu 1944 jako masová organizace pracujících a široká fronta antifašistických a demokratických sil. Vedoucí silou v tomto svazu byla Komunistická strana Finska, která pomáhala upevnit přátelství finskéhho lidu k Sovětskému svazu a odhalovala plány reakčních sil zvrátit demokratický vývoj k fašistické diktatuře. V roce 1958 měla komunisitcká strana přibližně 55 000 členů. Svaz měl kolektivní a individuální členství.

## Struktura

### Členské subjekty
- Komunistická strany Finska (finsky Suomen Kommunistinen Puolue, SKP; švédsky Finlands Kommunistiska Parti, FKP) jako vedoucí a řídící síla.[1][2]
- Akademická socialistická společnost (finsky Akateeminen Sosialistiseura, ASS).
- Demokratický svaz finských žen (finsky Suomen Naisten Demokraattinen Liitto, SNDL).
- Levicová mládež (finsky Vasemmistonuoret; švédsky Vänsterunga)
- Socialistický studentský svaz (finsky Sosialistinen opiskelijaliitto, SOL) v letech 1965–1990.
- Svaz finských družstev (finsky Suomen Toverikuntien Liitto).
- Strana socialistické jednoty (finsky Sosialistinen Yhtenäisyyspuolue, SYP; švédsky Socialistiska enhetspartiet) v letech 1946–1955.

### Předsedové
| K. H. Wiik     | 1944      |
| Cay Sundström  | 1944–1946 |
| J. W. Keto     | 1946–1948 |
| Kusti Kulo     | 1948–1967 |
| Ele Alenius    | 1967–1979 |
| Kalevi Kivistö | 1979–1985 |
| Esko Helle     | 1985–1988 |
| Reijo Käkelä   | 1988–1990 |

### Generální sekretáři
| Tyyne Tuominen  | 1944–1949 |
| Yrjö Enne       | 1949–1952 |
| Hertta Kuusinen | 1952–1958 |
| Yrjö Enne       | 1959–1961 |
| Mauno Tamminen  | 1962–1965 |
| Ele Alenius     | 1965–1967 |
| Aimo Haapanen   | 1967–1977 |
| Jorma Hentilä   | 1977–1984 |
| Reijo Käkelä    | 1984–1988 |
| Salme Kandolin  | 1988–1990 |

## Volební výsledky
| Volby | Hlasy   | %      | Mandáty | +/-  | Status              |
| ----- | ------- | ------ | ------- | ---- | ------------------- |
| 1945  | 398 618 | 23,47% | 49/200  | Nový | Vláda (1945–1946)   |
| 1945  | 398 618 | 23,47% | 49/200  | Nový | Vláda (1946–1948)   |
| 1948  | 375 538 | 19,98% | 38/200  | ▼11  | Opozice             |
| 1951  | 391 134 | 21,58% | 43/200  | ▲5   | Opozice             |
| 1954  | 433 251 | 21,57% | 43/200  | ▬    | Opozice             |
| 1958  | 450 220 | 23,16% | 50/200  | ▲7   | Opozice             |
| 1962  | 506 829 | 22,02% | 47/200  | ▼3   | Opozice             |
| 1966  | 502 374 | 21,20% | 41/200  | ▼6   | Vláda               |
| 1970  | 420 556 | 16,58% | 36/200  | ▼5   | Vláda (1970–1971)   |
| 1970  | 420 556 | 16,58% | 36/200  | ▼5   | Opozice (1971)      |
| 1972  | 438 757 | 17,02% | 37/200  | ▲1   | Opozice             |
| 1975  | 519 483 | 18,89% | 40/200  | ▲3   | Vláda (1975–1976)   |
| 1975  | 519 483 | 18,89% | 40/200  | ▲3   | Opozice (1976–1977) |
| 1975  | 519 483 | 18,89% | 40/200  | ▲3   | Vláda (1977–1979)   |
| 1979  | 518 045 | 17,90% | 35/200  | ▼5   | Vláda (1979–1982)   |
| 1979  | 518 045 | 17,90% | 35/200  | ▼5   | Opozice (1982–1983) |
| 1983  | 400 930 | 13,46% | 26/200  | ▼9   | Opozice             |
| 1987  | 270 433 | 9,39%  | 16/200  | ▼10  | Opozice             |